# Casa Armengol
La Casa Armengol és un edifici de Terrassa situat a la cantonada dels carrers de Sant Pere i de la Palla, al centre de la ciutat. És un monument protegit com a bé cultural d'interès local, obra de l'arquitecte modernista Lluís Muncunill.

## Descripció
És un edifici entre mitgeres i cantoner. Consta de planta baixa i dos pisos. La composició de les façanes es resol mitjançant la potenciació de la cantonada, amb galeria de finestres a la planta baixa, balconada al primer pis amb obertures suportades per columnes, i al segon pis galeries de tres finestres en arcs de mig punt. Tot l'edifici és acabat amb una cornisa dentelada que gira per la cantonada arrodonida. La façana és vestida per un sòcol de pedra arenisca buixardada i la resta amb estucat marcant filades de carreus, on s'aprecia una línia d'imposta a l'altura del segon pis. Al costat del carrer de la Palla, l'edifici té una eixida o pati a l'altura del primer pis, així com un seguit de terrasses envoltades de balustres.

## Història
El projecte de l'obra data del 27 d'octubre de 1914. L'any 1920 la casa va ser ampliada i reformada. La casa Armengol és coneguda amb el nom de diversos dels seus propietaris, com ara Pere M. Armengol o Maria Armengol, vídua Matarí, que en fou la promotora.